# Anguerny
Anguerny är en kommun i departementet Calvados i regionen Normandie i norra Frankrike. Kommunen ligger i kantonen Creully som ligger i arrondissementet Caen. År 2013 hade Anguerny 754 invånare.

## Befolkningsutveckling
Antalet invånare i kommunen Anguerny
Referens: INSEE